# Rhacophoridae
Rhacophoridae је породица која обухвата арбореалне врсте жаба, од којих су неке и тзв. летеће жабе.

## Карактеристике
С обзиром да су прилагођене животу на дрвећу, крајеви њихових прстију су ојачани хрскавицом, а ту се налазе и посебни дискови за приањање. Поједине врсте имају један прст који опонира другима на свакој нози. Врсте које могу да једре, имају разапету кожицу на ногама, или опну која спаја предње и задње удове. Захваљујући томе, могу да једре и више од 7 метара. Представници ове породице су веома варијабилни по величини: неке врсте су тек 1,5 cm дуге, док су друге око 12 cm.

## Ареал
Живе претежно у тропским деловима Африке и Азије.